# Sporothrix brasiliensis
Sporothrix brasiliensis é um fungo comumente encontrado no solo. É um patógeno fúngico emergente que está causando doenças em humanos e gatos, principalmente no Brasil e em outros países da América do Sul.
Semelhante a outras espécies do gênero Sporothrix, esse fungo causa a doença esporotricose. No entanto, foi observado que a doença mais grave resulta da infecção pelo Sporothrix brasiliensis em comparação com outras espécies. O fungo é um fungo termicamente dimórfico, pois é encontrado na fase de micélio à temperatura ambiente e como levedura nas temperaturas mais quentes dos corpos hospedeiros.

## Morfologia
As duas morfologias apresentadas pelo Sporothrix brasiliensis são uma forma de hifa que ocorre no ambiente e uma forma de levedura que ocorre em temperaturas mais altas (36 - 37 °C), como dentro dos corpos dos mamíferos.

### Fase hifálica
A forma hifálica do S.brasiliensis ocorre em temperatura ambiente. O nível de melaninização da forma hifálica pode variar de fenótipos claros (albinos) a escuros (pigmentados). Os conídios simpodiais são de forma obovóide com aparência vítrea (hialina), enquanto os conídios sésseis são de cor escura e globosos.

### Fase de Levedura
A forma leveduriforme de S.brasiliensis ocorre em temperaturas mais elevadas. Micromorfologicamente, a levedura assume a forma de um charuto alongado.

## Habitat e Ecologia
S.brasiliensis é comumente encontrado no solo e é saprofítico em sua fase de micélio. Acredita-se que o principal vetor do patógeno sejam os gatos, que espalham o fungo por meio de mordidas e arranhões, bem como lesões encontradas nos corpos dos gatos. Acredita-se que a origem do patógeno venha da ingestão de ratos por gatos, onde se espalhou zoonoticamente para humanos.

## Epidemiologia
Sporothrix brasiliensis foi descrito pela primeira vez na região sudeste do Brasil e a esporotricose causada pelo fungo era endêmica da região antes de 1990. No entanto, a doença se espalhou rapidamente para outras partes do Brasil e países vizinhos da América do Sul, com casos relatados na Argentina, Paraguai, Bolívia, Colômbia e Panamá. Uma revisão em 2015 relatou que de 5.814 casos de esporotricose no Brasil, 88% dos casos foram causados por S.brasiliensis. O fungo foi isolado de amostras fecais intestinais e felinas, o que sugere que as fezes de gatos infectados podem contaminar o solo e contribuir para a disseminação da doença.

## Esporotricose

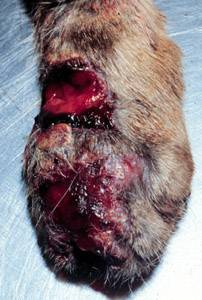
Lesões cutâneas causadas por esporotricose em pata de gato

A esporotricose é tradicionalmente associada à exposição subcutânea de propágulos de Sporothrix, geralmente por meio de ferimentos leves ao entrar em contato com plantas, solo ou matéria orgânica. No entanto, a transmissão zoonótica por gatos, principalmente por meio de arranhadura, mordedura ou contato com lesões cutâneas, tem sido a principal forma de transmissão do S.brasiliensis, constituindo a atual epidemia na América do Sul. Embora a infecção cutânea seja mais comum, também pode ocorrer esporotricose pulmonar por inalação de conídios e esporotricose disseminada, principalmente em indivíduos imunocomprometidos. Acredita-se que o S.brasiliensis seja mais virulento do que outras espécies causadoras de esporotricose como o S.schenckii e resulte em lesão maior e mais duradoura com maior grau de inflamação local e sistêmica como demonstrado em camundongos. Um relatório de maio de 2020 relatou um caso fatal de esporotricose pulmonar causada por S.brasiliensis em um paciente sem histórico de trauma cutâneo ou imunocomprometimento, apoiando ainda mais a noção de virulência fúngica aumentada em S.brasiliensis em relação a S.schenckii.

### Tratamento
A esporotricose causada por S.brasiliensis é de difícil tratamento devido à resistência às principais terapias antifúngicas. As recomendações atuais de tratamento para felinos e humanos incluem principalmente o antifúngico itraconazol. Terapias alternativas incluem o uso de terbinafina e iodo de potássio para infecção cutânea e anfotericina B para formas pulmonares graves e disseminadas de infecção.

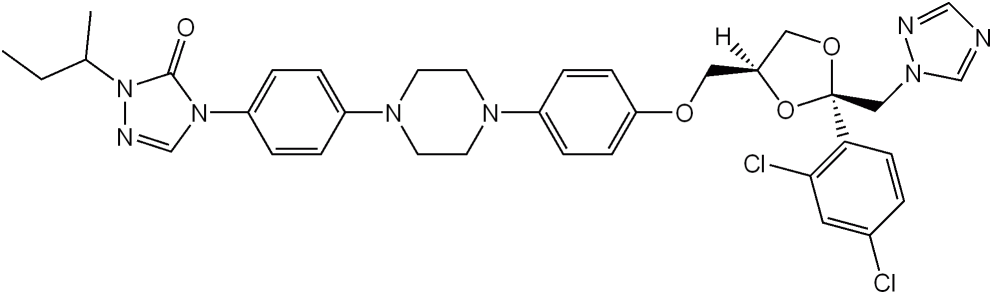
Estrutura do itraconazol

### Problemas com tratamento
Embora o itraconazol tenha demonstrado eficácia moderada contra o S.brasiliensis, foram documentadas linhagens do fungo que apresentam resistência à droga. Além disso, o tratamento de felinos é particularmente difícil, pois os cuidados requerem intervalos prolongados de tempo diariamente e muitos gatos não respondem bem às terapias. Como tal, o abandono dos tratamentos é frequente e ocorre tipicamente com a observação de cicatrização das lesões cutâneas. Devido a isso, a recorrência da doença pode ocorrer tipicamente com maior gravidade, aumentando as chances de desenvolvimento de cepas de resistência antifúngica. A falha em completar os regimes de tratamento também contribui para a disseminação contínua da doença para outros gatos e humanos.